# Лами, Франсуа Жозеф Амеде
Франсуа-Жозеф-Амеде Лами (фр. François-Joseph-Amédée Lamy, 7 февраля 1858 — 22 апреля 1900) — офицер французской армии, путешественник-исследователь.

## Биография
Лами родился в 1858 году в Мужене, департамент Приморские Альпы. В десятилетнем возрасте поступил в Национальное военное училище, во время учёбы в котором завоевал первый приз на национальном конкурсе по географии. В 1877 году поступил в военную академию Сен-Сир.
В 1880 году Лами стал офицером в полку алжирских стрелков, принимал участие во французской оккупации Туниса. В 1884—1886 годах служил в Тонкине, в 1887 вернулся в Алжир.
В 1893 году Лами принял участие в экспедиции Ле Шателье в Среднем Конго, где изучал возможность прокладки железной дороги от Браззавиля до побережья, а также проводил ботанические, геологические и географические исследования. С помощью Ле Шателье Лами познакомился с Фернаном Фуро.
В 1898 году Лами и Фуро организовали грандиозную экспедицию, которая пересекла с севера на юг Алжир, а затем двинулась на восток и исследовала окрестности озера Чад. В апреле 1900 года объединённые французские силы под командованием Лами захватили Куссери, а 21 апреля к ним присоединилась экспедиция Жантиля, пришедшая из бассейна реки Конго. На следующий день состоялась битва при Куссери, в ходе которой объединённые французские силы разгромили войско местного правителя Рабих аз-Зубайра и убили его самого. Империя Рабиха пала, а в сентябре французским правительством была образована Военная территория Чад. Так как сам Лами тоже погиб в этом сражении, то Жантиль, возведя на правом берегу Шари укрепление, назвал его Форт-Лами.